# Keith Gavin

Zawodnik Pittsburgh Panthers

Keith Gavin (ur. 12 sierpnia 1985) – amerykański zapaśnik w stylu wolnym. Zajął czternaste miejsce na mistrzostwach świata w 2013. Srebrny medal na mistrzostwach panamerykańskich w 2011 i brązowy w 2016. Trzeci w Pucharze Świata w 2014 i dziesiąty w 2012. Brąz na akademickich MŚ w 2008 roku.
Zawodnik Lackawanna Trail High School z Factoryville i University of Pittsburgh. Dwa razy All-American (2007, 2008) w NCAA Division I, pierwszy w 2008, drugi w 2007 roku.